# Le Fied
Le Fied (prononcé Le Fié) est une commune française située sur le premier plateau, dans le département du Jura, dans la région culturelle et historique de Franche-Comté et la région administrative Bourgogne-Franche-Comté.

## Géographie

### Climat
Pour des articles plus généraux, voir Climat de la Bourgogne-Franche-Comté et Climat du département du Jura.
En 2010, le climat de la commune est de type climat de montagne, selon une étude du Centre national de la recherche scientifique s'appuyant sur une série de données couvrant la période 1971-2000. En 2020, Météo-France publie une typologie des climats de la France métropolitaine dans laquelle la commune est exposée à un climat semi-continental et est dans la région climatique  Jura, caractérisée par une forte pluviométrie en toutes saisons (1 000 à 1 500 mm/an), des hivers rigoureux et un ensoleillement médiocre. 
Pour la période 1971-2000, la température annuelle moyenne est de 9,1 °C, avec une amplitude thermique annuelle de 16,8 °C. Le cumul annuel moyen de précipitations est de 1 480 mm, avec 12,8 jours de précipitations en janvier et 9,6 jours en juillet. Pour la période 1991-2020, la température moyenne annuelle observée sur la station météorologique installée sur la commune est de 9,8 °C et le cumul annuel moyen de précipitations est de 1 434,5 mm. 
La température maximale relevée sur cette station est de 37,3 °C, atteinte le 19 juillet 2022 ; la température minimale est de −28,4 °C, atteinte le 20 décembre 2009,,. 
| Mois                                  | jan.           | fév.           | mars           | avril         | mai           | juin          | jui.          | août          | sep.          | oct.          | nov.           | déc.           | année      |
| ------------------------------------- | -------------- | -------------- | -------------- | ------------- | ------------- | ------------- | ------------- | ------------- | ------------- | ------------- | -------------- | -------------- | ---------- |
| Température minimale moyenne (°C)     | −2,4           | −2,8           | −0,1           | 3             | 7             | 10,9          | 12,3          | 11,8          | 8,2           | 5             | 1,4            | −1,6           | 4,4        |
| Température moyenne (°C)              | 1,5            | 2              | 5,5            | 9,3           | 12,8          | 16,8          | 18,6          | 18,2          | 14,3          | 10,3          | 5,9            | 2,6            | 9,8        |
| Température maximale moyenne (°C)     | 5,5            | 6,7            | 11,1           | 15,7          | 18,7          | 22,7          | 24,8          | 24,5          | 20,5          | 15,7          | 10,4           | 6,8            | 15,3       |
| Record de froid (°C) date du record   | −20,1 24.01.17 | −22,1 01.02.10 | −17,3 24.03.08 | −8,7 08.04.21 | −2,9 06.05.19 | 1,6 14.06.08  | 4,2 02.07.11  | 3 30.08.09    | 0 29.09.08    | −7,7 29.10.12 | −17,5 27.11.10 | −28,4 20.12.09 | −28,4 2009 |
| Record de chaleur (°C) date du record | 18,3 01.01.22  | 20,9 24.02.21  | 23,7 31.03.21  | 26,2 21.04.18 | 31,6 24.05.09 | 34,6 18.06.22 | 37,3 19.07.22 | 37,1 24.08.23 | 32,5 10.09.23 | 28,7 07.10.09 | 21,8 08.11.15  | 18 31.12.21    | 37,3 2022  |
| Précipitations (mm)                   | 123            | 102,3          | 108,4          | 107,6         | 135,3         | 115,3         | 109,3         | 109,9         | 105,6         | 124,1         | 135,9          | 157,8          | 1 434,5    |

| Diagramme climatique                                  |              |               |            |            |               |               |               |              |            |              |              |
| J                                                     | F            | M             | A          | M          | J             | J             | A             | S            | O          | N            | D            |
| 5,5−2,4123                                            | 6,7−2,8102,3 | 11,1−0,1108,4 | 15,73107,6 | 18,77135,3 | 22,710,9115,3 | 24,812,3109,3 | 24,511,8109,9 | 20,58,2105,6 | 15,75124,1 | 10,41,4135,9 | 6,8−1,6157,8 |
| Moyennes : • Temp. maxi et mini °C • Précipitation mm |              |               |            |            |               |               |               |              |            |              |              |

Les paramètres climatiques de la commune ont été estimés pour le milieu du siècle (2041-2070) selon différents scénarios d'émission de gaz à effet de serre à partir des nouvelles projections climatiques de référence DRIAS-2020. Ils sont consultables sur un site dédié publié par Météo-France en novembre 2022.

## Urbanisme

### Typologie
Au 1er janvier 2024, Le Fied est catégorisée commune rurale à habitat très dispersé, selon la nouvelle grille communale de densité à sept niveaux définie par l'Insee en 2022.
Elle est située hors unité urbaine. Par ailleurs la commune fait partie de l'aire d'attraction de Lons-le-Saunier, dont elle est une commune de la couronne,. Cette aire, qui regroupe 139 communes, est catégorisée dans les aires de 50 000 à moins de 200 000 habitants,.

### Occupation des sols
L'occupation des sols de la commune, telle qu'elle ressort de la base de données européenne d’occupation biophysique des sols Corine Land Cover (CLC), est marquée par l'importance des territoires agricoles (66,3 % en 2018), en diminution par rapport à 1990 (67,3 %). La répartition détaillée en 2018 est la suivante : 
terres arables (43,8 %), forêts (29,5 %), zones agricoles hétérogènes (22,4 %), zones urbanisées (4,1 %), prairies (0,1 %). L'évolution de l’occupation des sols de la commune et de ses infrastructures peut être observée sur les différentes représentations cartographiques du territoire : la carte de Cassini (XVIIIe siècle), la carte d'état-major (1820-1866) et les cartes ou photos aériennes de l'IGN pour la période actuelle (1950 à aujourd'hui).

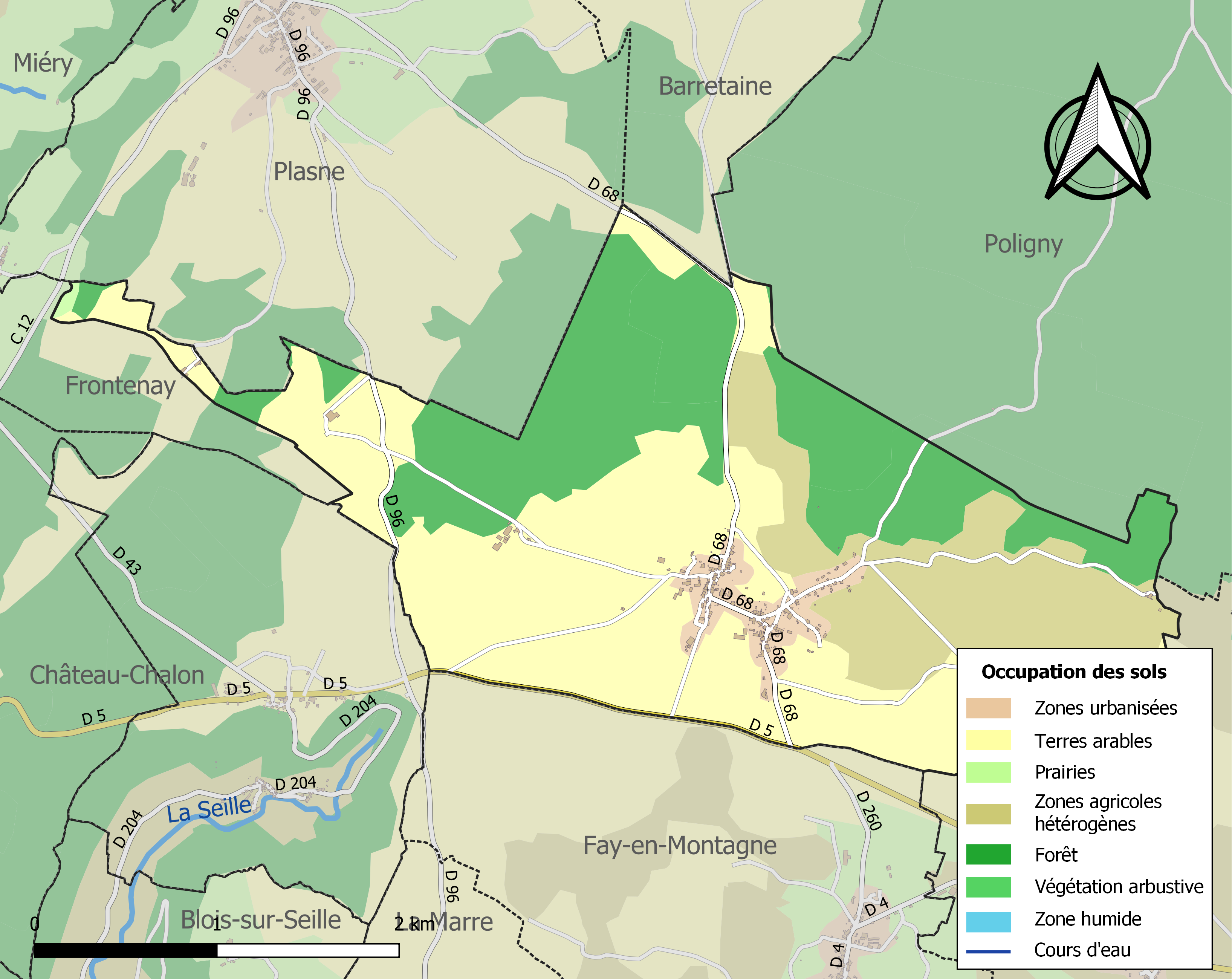
Carte des infrastructures et de l'occupation des sols de la commune en 2018 (CLC).

## Toponymie
Issue du francique fehu (« bétail ») qui a donné fieu en vieux français et feu en occitan.

### Origine du mot Fied
D'après Pierre de Saint-Germain de la maison de Balleurre devenu Balerne, doyen de Chalon qui l'a écrit dans son livre "Meslanges historiques et recueils de diverses matières" édité en 1639, le mot fied serait d'origine si ancienne que la source en est inconnue mais antérieure  à l'époque romaine. C'est par l'obligation de parler latin que les Gaulois durent trouver une traduction qui donna feudum en bas latin puis féodum, d'où féodal et fief.
La signification du nom est pourtant restée la même. Au Moyen Âge, le fied représentait l'engagement d'un vassal par rapport à un supérieur. Le vassal (feudataire) obtenait une concession de son seigneur en contrepartie de certains services. Il en reste que la distinction des ménages se fait encore par « feu » et que la répartition des subsides et impositions au Moyen Âge s'appelaient affouage.
Dans son analyse du mot, Pierre de Saint-Germain distingue quatre sortes de fied :
– fied de dévotion : reconnaissance, obéissance et piété envers Dieu dont on détient des pouvoirs ;
– fied d'honneur : hommage, devoirs, services, fidélité envers ses supérieurs ;
– fied de danger : obligations envers un supérieur en contrepartie d'une protection contre les agressions ;
– fied de profit : bénéfice que l'on tire d'une concession.

## Histoire

### Époque romaine
Le territoire qui prit beaucoup plus tard le nom de "Le Fied" possède encore aujourd'hui cinq puits romains.
Il était  traversé par trois voies romaines. L'une d'elles est toujours visible sur environ trois kilomètres au nord du village. Elle reliait la ville de Poligny à Pont-du-Navoy avant de continuer sur Montigny-sur-l'Ain en direction de Moirans, Antre, etc.
Une deuxième voie venait de Château-Chalon, rejoignait la précédente à la sortie de Picarreau pour filer sur à Pont-du-Navoy. Elle est  recouverte, au moins en partie par la départementale D5.
La troisième était plus importante puisqu'elle venait de Lyon et rejoignait Poligny par Barretaine. Bien qu'ayant complètement disparu, son existence n'est pas contestée. Elle passait à Orgelet, Poids-de-Fiole où se trouvent encore six puits romains, Vevy, à l'est de Crançot, l'ouest de La Marre puis Le Fied, Barretaine d'où elle descendait sur Poligny pour continuer sur Besançon. Alphonse Rousset prétend qu'elle rejoignait directement Besançon depuis le Fied en passant par Ivory et qu'un embranchement tirait sur Salins.

### Les grandes invasions
On trouve peu d'informations concernant les conséquences des invasions sur la bourgade devenue plus tard Le Fied. Seul A. Rousset en dit quelques mots : « Placée sur le passage des barbares, la bourgade que remplace plus tard le village du Fied disparut sous leurs pieds destructeurs  et son nom même fut oublié. »
Il est probable que la bourgade a subi plusieurs invasions à partir du IIIe siècle et a été saccagée plusieurs fois. Sa position au carrefour de trois voies en faisait un lieu de passage.
La situation a dû s'améliorer après l'arrivée des Burgons au début du Ve siècle mais ces derniers ne purent empêcher Attila et ses Huns de traverser et dévaster tout le pays vers 450. On peut penser que c'est à cette date que la bourgade a disparu.
Après sa destruction par les barbares la bourgade se reconstitua progressivement avec l'arrivée de nouveaux habitants. (A. Rousset).
Une dernière invasion fut celle des Sarrasins au début du VIIIe siècle. La région en conserve les traces : puits sarrasins, cheminées sarrasines, grottes sarrasines, noms de villages, etc. Certains d'entre eux déjà installés sont restés après la victoire de Charles Martel à Poitiers sur Abdelrame et le reflux de ses troupes.

### Grande peste de 1349
Le XIVe siècle fut un siècle de misère due aux nombreuses guerres, aux famines et maladies qui les accompagnaient mais c'est l'année 1349 qui marqua pour très longtemps les esprits.
Elle connut une telle mortalité qu'on l'appela l'année de la grande mort. La peste noire ou bubonique s'étendit sur toute l'Europe et l'Afrique du Nord. Venue d'Asie centrale et véhiculée par les rats dans les transports maritimes, elle atteint Gènes et Marseille en 1347.  Elle se répandit d'autant plus rapidement que les populations n'avaient pas d'anticorps pour lutter contre ce bacille et étaient affaiblies par les guerres et les famines qui se répétaient depuis le XIIIe siècle.
Cette pandémie tua 30 à 50 % de la population européenne en cinq ans soit 25 millions de victimes. La France vit sa population tomber de 17 à 10 millions d'habitants, soit une baisse de 41 %.
On ne trouve pas d'informations spécifiques sur le Fied mais A. Rousset dit au sujet de Plasne « La guerre des barons comtois contre le duc Eudes en 1336 et la peste de 1349 réduisent la paroisse de Plasne en une véritable solitude. » En 1363, la comtesse Marguerite accorde différentes faveurs aux habitants en déclarant « qui avant les mortalités et les dernières guerres estoient grant quantité et sont ce jour si appetissies et destuits que la plus grant partie des meix est vacant. »
Bougelier qui formait une communauté assez importante devint déserte et si quelques habitants revinrent s'y installer, il n'en fut pas de même pour Villeneuve, autre hameau qui disparut définitivement. A. Rousset dit en 1857 que son emplacement couvert d'une forêt dite « bois de Villeneuve » est jonché de débris de construction, de pans de murs, d'amas de ruines informes et de pierres calcinées.
On peut conclure sans guère risquer de se tromper que si les dégâts furent si importants à Plasne, Le Fied village voisin a dû être touché dans les mêmes proportions.
Parmi toutes les conséquences économiques durables, coût et rareté de la main-d’œuvre, nouvelles terres en friches, redéploiement des forêts et pertes de revenus pour les propriétaires, l'une au moins a eu un aspect positif. C'est le début de la disparition du servage, cette forme d'esclavage héritée de l'époque romaine. La main-d’œuvre étant devenue rare, les propriétaires durent faire des concessions pour relouer leurs terres. 

### Avant la constitution du village
Jusqu'au milieu du XVe siècle, le futur village du Fied était constitué de communautés dépendantes de trois seigneuries et trois paroisses différentes.
Les deux auteurs qui parlent du Fied diffèrent sur les appartenances des trois communautés. F.F. Chevalier dans son livre "Mémoires historiques sur la ville de Poligny" parle de deux seigneuries et trois paroisses. A. Rousset dans son "Dictionnaire historique et statistique des villes et villages du Jura" parle de trois seigneuries et trois paroisses.
Toutefois, tous deux s'accordent  pour ce qui concerne la partie haute du village qui s'appelait " La Tour du Fied " et dépendait de la seigneurie et de la paroisse de Frontenay. L'église primitive était alors située sur les hauteurs entre Bougelier et les fermes dites de l'Écouvette.
Pour le bas du village, F.F. Chevalier dit « la partie inférieure du Fied était de la seigneurie de Poligny et de la paroisse de Saint-Savin » mais ne donne pas de nom pour cette contrée.
A. Rousset dit seulement « la partie qui dépendait de la seigneurie de Poligny était de la paroisse de Saint-Savin » sans dire de quelle partie il s'agissait et sans en donner le nom. Plus loin, il dit la partie de la seigneurie de Mirebel était desservie par le curé de Fay sans dire non plus de quelle partie il s'agissait.
Plus loin encore il dit « Jean de Chalon, sire d'Arlay avait inféodé par une charte du 16 décembre 1447 la partie du Fied qui dépendait de la terre de Mirebel à Guichard Girod, écuyer de sa maison, en récompense des nombreux services militaires qu'il en avait reçu, en se réservant toutefois certains droits sur 22 feux ou maisons de ce village et le guet et garde au château de Mirebel. »
Comme il ne peut s'agir ni du haut du village qui appartenait au comté de Frontenay, ni de la troisième contrée qui est " la Fontaine de l'Écouvois " devenue aujourd'hui « Les Barraques » parce qu'il n'y a jamais eu 22 maisons, il ne reste comme possibilité que la partie basse du village. Comme Jean de Chalon, seigneur de Mirebel l'avait inféodée à Guichard Girod cette partie du village ne pouvait appartenir qu'a la seigneurie de Mirebel.
L'erreur de F.F. Chevalier peut s'expliquer par le fait que le village du Fied n'avait que peu d'importance dans son œuvre. Il a voulu faire un inventaire complet de toutes les communautés environnantes plus ou moins liées à Poligny et est rapidement passé sur l'histoire de chacune.
La troisième contrée déjà évoquée "Fontaine de l'Écouvois" ou "Les Barraques" dépendait donc de la seigneurie de Poligny et de la paroisse de Saint-Savin.
Quant au nom de la communauté formant le bas du village, personne ne donne la moindre information. Elle pouvait s'appeler tout simplement  " La Saugia" pour la simple raison qu'il s'agit d'un nom d'origine latine venant de seges voulant dire, champs, champs de céréales, moisson. Ceci sous-entend que cette contrée pouvait être habitée depuis très longtemps.

### Constitution du village
En 1447, Gauthier de Falerans, seigneur de Frontenay possédait une tour seigneuriale appelée "La tour du Fied" qu'il vendit à Jean de Plaine avec tous droits de justice, par démembrement de la juridiction du châtelain et du bailli de Frontenay.
Les 'De Plaine' descendaient d'une maison de noblesse militaire de l'ancienne chevalerie : Dalphin, Galphin ou Galafin connue pour être originaire de Poligny. C'est du lieu de Plasne qu'une branche de cette maison a été surnommée 'De Plaine'. À cette époque leur nom s'écrivait Plaigne. Le nom de Plasne se prononçait et s'écrivait de même. Plasne est un nom d'origine latine plana qui signifie plat, champs, etc.
En 1328, Jean de Plaine, arrière-grand-père de l'acquéreur possédait dans ce lieu un domaine chargé d'un cens féodal envers le souverain.
Le duc de Bourgogne Philippe permit à l'acquéreur d'ériger un signe patibulaire sur le territoire de la Tour en déclarant que ce lieu serait du ressort du bailliage d'Aval sans moyens.
Jean de Plaine, l'arrière-petit-fils et acheteur, qui n'avait pas embrassé la profession des armes prit part à l'administration des affaires de Poligny et y était premier échevin en 1442. Il eut deux enfants Humbert et Gérard.
Gérard, licencié en lois, président du parlement de Dole et chef des conseils en Bourgogne, acheta la partie inféodée à Guichard Girod, fit ériger le lieu du Fied en seigneurie particulière et y fonda une église que le pape Calixte III érigea en paroisse par une bulle de l'an 1457. Ce dernier n'ayant pas eu d'enfants, Jean fils de Humbert de Plaine, son frère recueilli sa succession.
(Les Barraques devaient rester à cette époque de la seigneurie de Poligny ?)
Ce dernier marié à Ferrie de Cluny n'eut que deux filles dont Claude, mariée à Hugues du Pin de la Chasnée, seigneur de Villerserine à qui elle apporta en dot la terre du Fied.
Charles du Pin son fils, seigneur du Fied épousa en 1579 Jeanne d'Aubonne et eut une fille, Claude qui épousa Henri de Poligny, seigneur d'Augea et de Courbouzon. Ils eurent une fille, Marguerite de Poligny qui épousa Guillaume de Poligny, seigneur d'Evans.
Cette dernière vendit la terre du Fied à Hugues-François Patornay, écuyer de Salins qui la transmit à Bernard-François Patornay son fils aîné. Ce dernier, conseiller au parlement de Besançon en 1695 s'allia à Jeanne Philippe Boy dame du Saubief dont il eut entre autres enfants, Charles Emmanuel né en 1700 et qui devint seigneur du Fied. Frédéric François fils de Charles Emmanuel émigra en 1790. Il avait épousé Mlle de Damelot dont il eut trois enfants : Jacques-Alexis-François,  Jeanne-Antoine-Magdeleine et Charlotte-Angélique-Françoise qui épousa Mr. François-Marie Gagneur.
Leur château se composait d'un grand bâtiment couvert d'ancelles avec tours, d'un jardin, d'un parterre et d'une chapelle. Il a été incendié en 1800 et n'a pas été reconstruit. Les ancelles sont des planchettes souvent en sapin faisant office de tuiles.

### LeXVIIesiècle
Ce siècle fut tragique pour les Franche Comté. Espagnole au début du siècle, la Franche Comté devint française en 1678 contre son gré. Ce changement ne se fit pas sans drames.
La première calamité qui marqua cette période fut une épidémie de peste qui commença en 1614 et perdura jusqu'au milieu du siècle.
Mais l'épisode le plus dramatique pour la région fut celui que l'on a appelé "La guerre de Dix ans" et que l'on essaie de faire passer pour un "dommage collatéral" de la guerre de Trente ans.
Cette guerre voulue par Richelieu, conseiller de Louis XIII, a conduit à un véritable massacre de la population. Certains moururent sous la torture, d'autres de maladie ou de famine et d'autres préférèrent fuir en Suisse, en Savoie et en Italie jusqu'à Milan et Rome. Bien qu'un certain nombre rentrèrent après la fin des hostilités, la perte de la population est estimée à 50 %. L'objectif était d'écœurer les Francs-Comtois pour qu'ils demandent leur soumission à Louis XIII et quittent le roi d'Espagne.
Richelieu dont on ne doute pas de la foi catholique, n'hésitait pas à payer les protestants que l'on a appelés à tort "Les Suédois" sous l'autorité du duc de Saxe-Weimar pour massacrer les Francs-Comtois qui étaient profondément catholiques.
Un recensement de 1618 nous apprend que la communauté était composée de 47 feux.
Un autre recensement de 1657 plus complet puisqu'il donne le nom des habitants nous apprend qu'il y avait 15 familles d'habitants et 18 familles d'étrangers et manants.
On peut en conclure que les deux tiers des habitants de 1618 ont disparu.

## Politique et administration

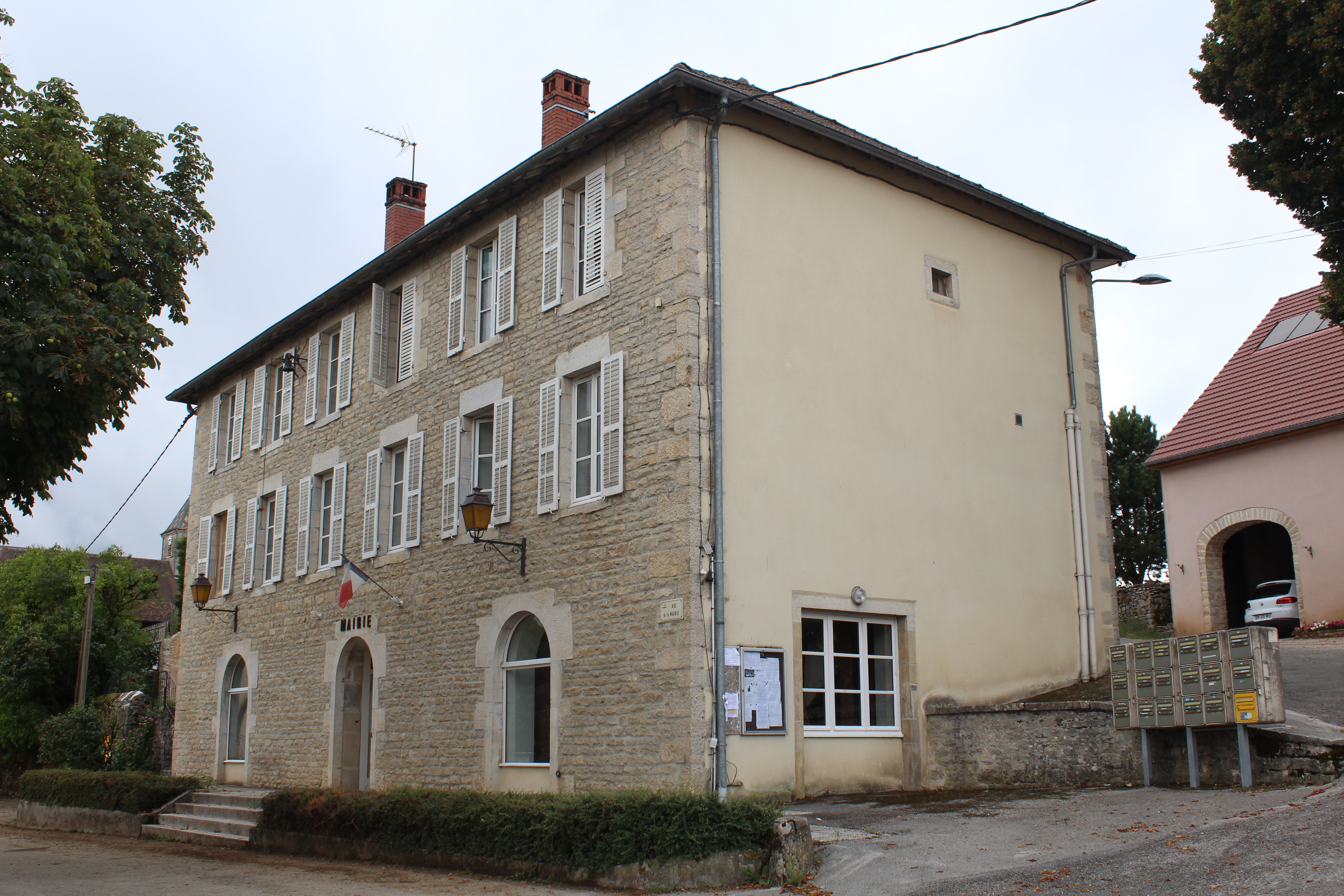
Mairie.

| Période   | Période   | Identité     | Étiquette | Qualité     |
| --------- | --------- | ------------ | --------- | ----------- |
| mars 2001 | mars 2008 | Odile Bruey  |           |             |
| mars 2008 | En cours  | Michel Fèvre | DVD       | Agriculteur |

## Démographie
L'évolution du nombre d'habitants est connue à travers les recensements de la population effectués dans la commune depuis 1793. Pour les communes de moins de 10 000 habitants, une enquête de recensement portant sur toute la population est réalisée tous les cinq ans, les populations de référence des années intermédiaires étant quant à elles estimées par interpolation ou extrapolation. Pour la commune, le premier recensement exhaustif entrant dans le cadre du nouveau dispositif a été réalisé en 2005.

En 2022, la commune comptait 189 habitants, en évolution de −7,35 % par rapport à 2016 (Jura : −0,81 %, France hors Mayotte : +2,11 %).
| 1793 | 1800 | 1806 | 1821 | 1831 | 1836 | 1841 | 1846 | 1851 |
| ---- | ---- | ---- | ---- | ---- | ---- | ---- | ---- | ---- |
| 498  | 444  | 492  | 469  | 512  | 505  | 519  | 501  | 501  |

| 1856 | 1861 | 1866 | 1872 | 1876 | 1881 | 1886 | 1891 | 1896 |
| ---- | ---- | ---- | ---- | ---- | ---- | ---- | ---- | ---- |
| 502  | 453  | 458  | 382  | 376  | 415  | 372  | 361  | 376  |

| 1901 | 1906 | 1911 | 1921 | 1926 | 1931 | 1936 | 1946 | 1954 |
| ---- | ---- | ---- | ---- | ---- | ---- | ---- | ---- | ---- |
| 326  | 336  | 297  | 260  | 267  | 252  | 236  | 215  | 197  |

| 1962 | 1968 | 1975 | 1982 | 1990 | 1999 | 2005 | 2006 | 2010 |
| ---- | ---- | ---- | ---- | ---- | ---- | ---- | ---- | ---- |
| 169  | 165  | 152  | 158  | 147  | 180  | 203  | 207  | 191  |

| 2015 | 2020 | 2022 | - | - | - | - | - | - |
| ---- | ---- | ---- | - | - | - | - | - | - |
| 202  | 191  | 189  | - | - | - | - | - | - |

## Lieux et monuments
- Cinq puits romains
- Église

## Sources